# Christian Martinelli

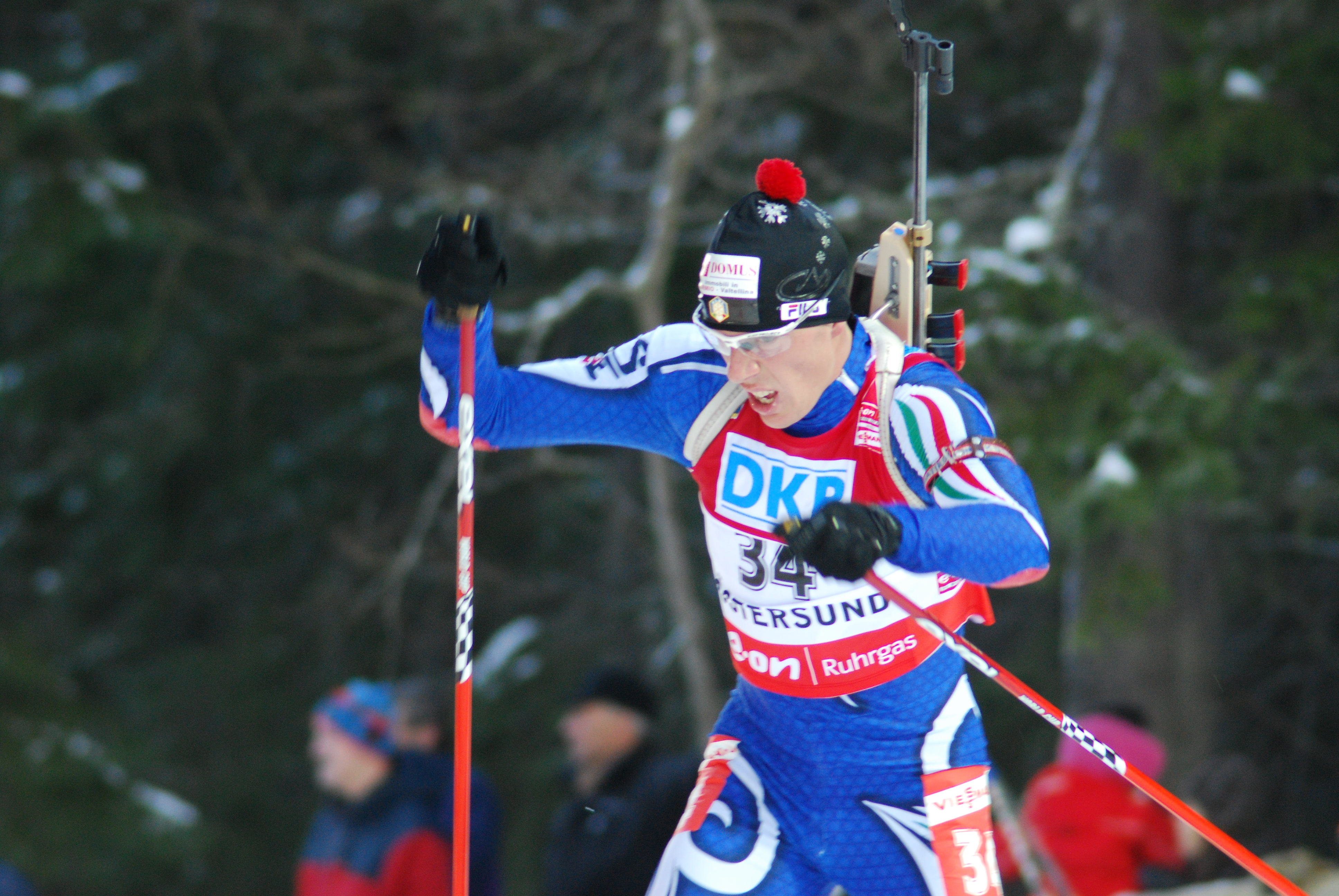
Christian Martinelli während der Biathlon-WM 2008 in Östersund.

Christian Martinelli (* 3. Juni 1983 in Sondalo) ist ein italienischer Biathlet.
Christian Martinelli aus Isolaccia Valdidentro startet für C.S. Carabinieri. Der Sportsoldat ist verheiratet und wird von Inderst Montello trainiert. Seit 2002 trat er im Junioren-Europacup an, seit 2005 im Europacup, wo er sich stetig verbessern und stabilisieren konnte. Zu Beginn der Saison 2007/2008 startete er erstmals im Biathlon-Weltcup. Schon beim ersten Rennen, einem Einzel in Kontiolahti, gewann er als 17. erste Weltcuppunkte.

## Statistik

### Platzierungen im Biathlon-Weltcup
Die Tabelle zeigt alle Platzierungen (je nach Austragungsjahr einschließlich Olympische Spiele und Weltmeisterschaften).
- 1.–3. Platz: Anzahl der Podiumsplatzierungen
- Top 10: Anzahl der Platzierungen unter den ersten zehn (einschließlich Podium)
- Punkteränge: Anzahl der Platzierungen innerhalb der Punkteränge (einschließlich Podium und Top 10)
- Starts: Anzahl gelaufener Rennen in der jeweiligen Disziplin
- Staffel: inklusive Mixed- und Single-Mixed-Staffeln

| Platzierung         | Einzel | Sprint | Verfolgung | Massenstart | Staffel | Gesamt |
| ------------------- | ------ | ------ | ---------- | ----------- | ------- | ------ |
| 1. Platz            |        |        |            |             |         |        |
| 2. Platz            |        |        |            |             |         |        |
| 3. Platz            |        |        |            |             |         |        |
| Top 10              |        |        |            |             | 8       | 8      |
| Punkteränge         | 4      | 5      | 6          |             | 11      | 26     |
| Starts              | 8      | 29     | 12         |             | 12      | 61     |
| Stand: Karriereende |        |        |            |             |         |        |